# Ярцовы
Ярцовы (Ярцевы) — несколько дворянских родов.
В Гербовник внесены две фамилии Ярцовых:
1. Ярцовы, предки которых жалованы были поместьями в 1627 году (Герб. Часть IV. № 97). Данный род отнесён к древнему дворянству.
2. Иван Ярцов, награжденный орденом Святой Анны III-ей степени в 1824 году (Герб. Часть XI. № 61)[1].

Имеются еще несколько родов Ярцовых:
3. Потомство Ивана Алексеевича Ярцова († 1752), из дворян Пронского уезда, лейб-компании гренадера, участника дворцового переворота 1741 г., за что указом императрицы Елизаветы Петровны Высочайше подтверждён в потомственном дворянском достоинстве Российской Империи 31.12.1741 г. Жалован дипломом на дворянское достоинство 25.11.1751.
4. Происходит от Ивана Васильевича Ярцова, коллежского советника, секретаря Дворцовой канцелярии, жалован 01.04.1800 дипломом на потомственное дворянское достоинство (по прошению от 26.01.1799, ДС-XVII-41).
Дмитрий Фёдорович Ярцев погиб в зимнем походе Ивана Грозного на Казань (февраль 1550), его имя записано в синодик Успенского Кремлёвского собора на вечное поминовение. В бою под Великими Луками погиб Иван Веригин Ярцев (1556). Опричником Ивана Грозного числился Замятня Дмитриевич Ярцов (1573).

## Описание гербов

#### Герб. Часть IV. № 97.
В щите, имеющем голубое поле, изображены крестообразно две серебряные стрелы, летящие вверх (польский герб Ёдзешко). Щит увенчан обыкновенным дворянским шлемом с дворянскою на нём короною и тремя страусовыми перьями. Намёт на щите голубой, подложенный серебром.

#### Герб. Часть XI. № 61
Герб московского 1-й гильдии купца Ивана Ярцова: щит пересечён горизонтально красным поясом с тремя золотыми пчёлами. Верхняя часть поделена диагонально влев на право: в верхнем, золотом поле, чёрное орлиное крыло, в нижнем, в серебряном поле, чёрный меркуриев жезл, диагонально влево. В нижней, голубой части, накрест два золотые молота. Щит увенчан дворянскими шлемом и короною. Нашлемник: три серебряных страусовых пера. Намёт: справа — чёрный, с золотом, слева — чёрный, с серебром.

## Известные представители
- Ярцов Пётр Иванович — воевода в Луху (1625), московский дворянин (1627—1629).
- Ярцов Василий Матвеевич — московский дворянин (1640).
- Ярцовы: Дмитрий Аверкиевич, Иван Григорьевич, Богдан Яковлевич, Иван и Афанасий Ивановичи — московские дворяне (1679—1695)[6][7].